# Tōin
Tōin (japanska: 東員町?, Tōin-chō) är en landskommun (köping) i Mie prefektur i Japan.  